# Acanthocyclops vernalis
Acanthocyclops vernalis – gatunek widłonoga z rodziny Cyclopidae.

## Systematyka
Gatunek ten jako pierwszy opisał w 1853 roku niemiecki lekarz i zoolog Sebastian Fischer (1806–1871), nadając mu nazwę Cyclops vernalis. Nazwy Acanthocyclops plattensis Pennak & Ward, 1985 oraz Cyclops elongatus Claus, 1863 zostały w World Register of Marine Species (WoRMS) uznane za synonimy Acanthocyclops vernalis.